# Уапингър
Уапингър (на английски: Wappinger) е северноамериканско индианско племе, което през, 17 век живее в долната част на долината на река Хъдсън. Понякога уапингър се разглежда като единно племе или конфедерация от няколко свързани племена, но това не е съвсем точно. Едва по време на войната с холандците през 1643 г. тези племена се обединяват и действат като едно племе. Преди това липсата на врагове и конфликти не налага нуждата от по-голяма племенна организация. По времето, когато идват първите европейци, около 8000 уапингър живеят по крайбрежието срещу Лонг Айлънд и нагоре по източния бряг на Хъдсън, и на изток до границата на Кънектикът. По време на Войната уапингър (1643 – 1645) племето е почти унищожено. Останалите живи се присъединяват към съседните племена. Днес потомци с тяхна кръв е възможно да има сред индианците Стокбридж в Уисконсин и сред ирокезите.

## Име и език
Първите заселници в Новия Свят наричат уапингър с различни имена – индианци Хайланд, индианци Лонг Рейч, Опинг, Опинс и Помптън. В английския се налага името уапингър (уапинк, уапинго, уапинга, уоупинг), което на техния език означава „източни“ и първоначално е име на едно от селата им на източния бряг на Хъдсън, близо до днешния Пукипси. Постепенно името уапингър започва да се прилага към цялата група от свързани племена, които говорят един език – алгонкински R – диалект, близък с езика на матабесиките в западен Кънектикът и с езика на метоаките в западен и централен Лонг Айлънд.

## Съставни племена
Понякога уапингър се разглежда като единно племе или като конфедерация от 7 свързани племена. Тези племена живеят близо едно до друго и поддържат добри социални и търговски отношения, както помежду си, така и със съседите си нагоре по река Хъдсън и с племената на Лонг Айлънд.
- Уескуасгийк (уечкуасгиик, вескуасгиик, виечкуаскек, уикуаскиик) – в 7 села разположени на изток от Хъдсън, между Бронкс и Теритаун.
- Кичауанг (кичаванг, кичауонг) – в 3 села в северната част на окръг Уестчестър.
- Ночпийм – в 4 села в северната част на окръг Пътнам и в южната част на окръг Дъчис.
- Синтсинк (синсинк) – в 2 села на източния бряг на Хъдсън, между Теритаун и Кротън.
- Сиуаной (синаной, сиваной) – в 5 села източно от Хелгейт, до Норуолк в Кънектикът.
- Танкитеке (пачани, пачами) – в 5 села в крайната западна част на окръг Феърфийлд – Кънектикът и в източната половина на окръзите Дъчис и Пътнам – Ню Йорк.
- Уапингър (уапинго, уапинг, уапинга) – в 2 села източно от река Хъдсън, между Уапингър Фолс и Покипси.[1]

## Култура
Подобно на останалите Алгонкински народи седемте племена уапингър са автономни, организирани в система от 30 села, всяко със свой главен вожд и племенен съвет. Съветът на отделните вождове се събира само, за да се решават важни въпроси, касаещи цялата конфедерация. По време на война е избиран главен военен вожд, който се ползва с абсолютна власт. Подобно на метоаките на Лонг Айлънд, уапингър са изкусни майстори на вампуми. Изглежда, заради тази ценна стока, точно преди идването на европейците в региона има война. Отделно от това набези на роботърговци допълнително отежняват положението. В резултат на тези конфликти, уапингър са принудени да засилят своята племенна организация и да извършат допълнителни военни приготовления. Освен обикновените си села, всяко от племената има и по две силно укрепени места, където хората се местят по време на война или при идването на зимата. Обикновените им села са добре подредени, състоящи се от куполообразни вигвами и средно големи дълги домове. Около селата се простират обширни полета с царевица, боб и тикви, както и тютюн, който се използва предимно за церемониални цели. По „Махиканитук – Постоянно течащата река“ (Хъдсън) плават с добре изработени дълбани канута.

## История
През 1524 г. Джовани да Верацано е първият бял, който навлиза в устието на река Хъдсън. Първите му срещи с уапингър са приятелски, но при заминаването си той се опитва да отвлече няколко индианци. През следващите 80 години такъв вид срещи с испански мореплаватели и с английски пирати продължават. Уапингър и другите крайбрежни племена бързо се научават да бъдат предпазливи с белите, които идват на брега да ги отвличат и да крадат храната им.

### Контакт с европейците
Официалният контакт на уапингър с европейците е на 9 септември 1609 г., когато Хенри Хъдсън навлиза в устието на реката носеща неговото име. Уапингър, имайки отдавнашен опит с белите пришълци посрещат със стрели новодошлите. След среща и размяна на подаръци Хъдсън получава разрешение да продължи нагоре по реката. На връщане обаче от селата на мохиканите, екипажа убива двама войни мънси и близо до днешния Йонкърс, Хъдсън е нападнат от разгневени войни уапингър. Хъдсън и екипажа успяват да се измъкнат и навлизат в Океана. Корабът се връща в Холандия с купища качествени кожи, които възбуждат интереса на търговците. Още на следващата година холандските търговци пристигат в устието на Хъдсън. Враждебността на уапингър, а и липсата на големи количества кожи при тях ги принуждава да ги прескочат и да започнат да търгуват с мохиканите. Постепенно, след 1610 г. отношенията между уапингър и търговците се подобряват и през 1613 г. холандците построяват първия търговски пост форт Насау на юг от Олбани. През 1624 г. той е последван от форт Ориндж по нагоре по реката. Войната обаче между мохоките и мохиканите между 1624 и 1628 г. принуждава холандците да се изместят към долната част на Хъдсън, където през 1626 г. основават малкото селище Ню Амстердам – днешният Ню Йорк. Петер Минуит, губернатор тогава на Нова Холандия закупува остров Манхатън от метоаките за 25 гулдена в стоки. Новото селище бързо се разраства и става най-важната холандска крепост. Междувременно едра шарка преминава с опустошителни последици през региона, а след 1639 г. притокът на холандски заселници се увеличава многократно, което допълнително води до утежняване на положението на местните народи.

### Уапингър и холандците
Сериозни неприятности между заселниците и индианците започват през 1639 г., когато за губернатор на Нова Холандия е назначен Уилем Киефт. До този момент вече английските колонисти от Кънектикът са разширили колонията надолу по крайбрежието, достигайки на няколко мили от Ню Амстердам. По същото време и шведите се установяват в долното течение на река Делауеър, върху земя заявена от холандците. Ядосан на шведската анексия, Киефт нарежда един кораб да отиде в долината на Делауеър и да събере данъка от тамошните индианци, за наказание дето са приели шведите. Холандците пристигат в делаварското село Тапан. Индианците плащат данъка, но са ядосани от излишното насилие проявено от холандците. Друг източник на ескалация на напрежението стават животните на холандските фермери, които се скитат безстопанствено и често навлизат в нивите на индианците. След като няколко прасета са изядени, през 1640 г. Киефт изпраща 100 бели мъже в селото на раританите, за да накажат виновните за убийствата на прасетата. Холандците атакуват селото и убиват няколко индианци, отвличат един от вождовете и обезобразяват тялото на друг. Разярени, раританите си отмъщават като нападат една ферма и убиват четирима работници в нея, след което изгарят всичко. След този акт, Киефт нарежда пълното унищожение на раританите и слага началото на така наречената Война за прасетата (1640). Междувременно негодуванието сред местното население се увеличава значително. Борбата между европейските сили за контрол в Северна Америка става причина нещата да излязат от контрол. Всяка европейска страна започва да набира индиански съюзници и да ги въоръжава. Резултатът от това е ескалация на насилието и междуплеменните войни. Холандците обаче се въздържат да въоръжават племената живеещи в близост. Това разбира се ядосва индианците, които са принудени да отстъпват пред по-добре въоръжените си противници. Недоволството от това избухва във Войната уапингър през 1643 г.

### Война уапингър
През зимата на 1642 – 1643 г., добре въоръжени войни мохикани атакуват село на уескуасгите и убиват 17 души. Останалите уескуасги намират убежище в селото Павония при мънси. Малко преди това, през лятото племената в региона са посетени от вожда на нарагансет, Миантономо, който се опитва да ги спечели на своя страна във войната му срещу мохеганите и англичаните в Кънектикът и Роуд Айлънд. Силно разтревожени от това посещение, холандците решават, че се готви общо въстание срещу тях и бързат да нанесат превантивен удар. За да даде урок на индианците, губернаторът Киефт заповядва унищожението на уескуасгите. На 23 февруари 1643 г. холандците атакуват уескуасгите в Павония. Селото е опожарено и повечето от жителите му са избити безпощадно. Новината за клането бързо се разпространява и останалите племена уапингър се обединяват, за да отговорят на холандските зверства. Те започват да нападат селищата и за кратко време прогонват заселниците като ги принуждават да се скрият във Форт Амстердам. Войната бързо се разпространява като в нея се включват над 20 от местните племена. Холандците не предполагат колко голяма е ненавистта към тях и не очакват такава мащабна военна кампания от страна на индианците. Само с 250 мъже срещу над 1500 индиански бойци, холандците са обречени, а и не могат да очакват помощ от Европа, тъй като по същото време Холандия е във война с Испания. Въпреки тежкото положение, Киефт намира решение на проблема. Първо сключва мир с мохоките и мохиканите. Въпреки че двете племена не се включват пряко във войната, техния респект е достатъчен, за да спре по-нататъшното разпространение на войната. След това Киефт предлага 25 000 гулдена награда на английските колонисти в Кънектикът, за да му помогнат. Първите съвместни англо – холандски атаки започват през 1644 г., но от начало те нямат почти никакъв ефект, тъй като намират само изоставени индиански села. Атаките им стават по – ефективни, когато биват пренасочени срещу метоаките в западен Лонг Айлънд. Над 120 души от племената канарси, масапекуа и мерик са убити от белите по особено жесток начин. Най – голямото зверство от страна на англичаните и холандците обаче е извършено при нощно нападение на укрепление на сиуаной и танкитеке близо до Гринуич – Кънектикът. Между 500 и 700 индианци са убити при това нападение. Неописуемата жестокост, осакатяванията и мъченията извършени от белите хвърлят в смут индианците. Накрая, през април 1645 г. вождовете на синтсинк, уескуасги, ночпим и уапингър се явяват във Форт Амстердам и молят за мир. За племената уапингър войната приключила, но племената в Лонг Айлънд и в Ню Джърси продължават да воюват до август, когато и последните от тях слагат оръжие и подписват мир с холандците. До този момент над 1600 уапингър и техни съюзници са убити. Оцелелите са поставени под опеката на мохоките и мохиканите, на които трябва да плащат и годишен данък.

### Разпръсване и изчезване на уапингър
След войната много уапингър отиват да живеят с мънси и унами в Ню Джърси, където впоследствие стават известни под името индианци Помптън. Някои други са асимилирани от мохиканите. Повечето обаче остават в долината на Хъдсън като се опитват да избягват конфликти с холандците. През 1655 г. една жена уапингър е убита от фермер, когато си откъсва една праскова от градината му. Повече от 200 войни уапингър нападат фермата, за да отмъстят за убийството. След като раняват фермера, войните се оттеглят и атакуват отдалечени ферми в района на Павония, Хоубокън и Статън Айлънд като успяват да убият около 50 холандски заселници. Този кратък конфликт остава известен в историята като Прасковената война (1655).
След като Нова Холандия преминава в ръцете на англичаните през 1664 г., притокът на бели заселници се увеличава многократно. Заселниците заграбват земите на индианците, къде с договор, къде с предателства и измами. Между 1683 г. и 1685 г. уапингър продават над 100 000 акра от земите си източно от река Хъдсън. Оставайки с все по – малко земя, много то хората започват да се движат на север към мохиканите и шахтикок. До 1730 г. само няколкостотин уапингър остават в долната част на Хъдсън. През следващите години малки групи продължават да се присъединяват към мохоките, онайда и мохиканите. Други се разпръсват из Моравските мисии в Пенсилвания. До 1786 г. и последната група уапингър се присъединява към мохиканите в Стокбридж.